# Hassar orestis
Hassar orestis är en fiskart som först beskrevs av Steindachner, 1875.  Hassar orestis ingår i släktet Hassar och familjen Doradidae. Inga underarter finns listade i Catalogue of Life.